# 코이네 그리스어
코이네 그리스어(그리스어: Κοινὴ Ἑλληνική 현대발음: 키니 엘리니키 / 고대발음: 코이네 헬레니케[*] 또는 공통 그리스어(그리스어: ἡ κοινὴ διάλεκτος 현대발음: 이 키니 디알렉토스 / 고대발음: 헤 코이네 디알렉토스[*], "공통의 방언") 또는 간단히 코이네는 헬레니즘 시대와 고대 로마 시기 사용했던 고대 그리스어다. 알렉산드로스 대왕이 고대 그리스와 지중해 연안을 정복한 기원전 4세기 무렵 태동하여 고전 시대 지중해 지역 링구아 프랑카였다. 헬레니즘과 밀접한 관련을 지닌 그리스어로 헬레니즘 그리스어라고도 한다.
코이네 그리스어는 여러 고대 그리스어 방언 가운데 아티케 그리스어를 기반으로 이오니아 그리스어가 더해 형성된 언어이며, 지중해 각 지역 언어와 섞였으므로 여러 방언 형태가 있었다. 코이네 그리스어는 오랜 기간 사용하면서 지역과 장소에 따라 서로 다른 형태로 변화하였다. 훗날 코이네 그리스어는 4세기 콘스탄티노플로 천도한 로마 제국, 비잔티움 제국의 공용어였고, 중세 그리스어와 현대 그리스어의 바탕이 되었다.
코이네 그리스어는 현대 그리스어와 단어의 어근은 유사한 부분이 있으나, 어미 변화, 동사의 변화, 문법, 자음과 모음 발음 차이가 있다. 단어에 사용되는 방점의 방식도 다르며, 코이네 그리스어 모음의 장음, 복모음 음가는 현대 그리스어에서 약화되었거나, 단음화하였다. 현재 대부분의 컴퓨터 문헌작성과 전산문헌작성에서는 현대 그리스어와 고대 그리스어를 구분하는 입력방식을 제공한다.
고전 시대 이후 많은 부문에서 코이네 그리스어 문헌이 남았다. 서로마제국이 붕괴된 이후에도 동로마 제국을 중심으로 코이네 그리스어가 문화, 경제, 법학, 종교 언어로 쓰였다. 대표 작품으로는 플루타르코스와 폴리비오스 같은 역사가의 저작이 있다. 기독교 신약 성서도 코이네 그리스어로 쓰였으며, 고대 히브리어로 된 종래의 타나크(구약성경)를 코이네 그리스어로 옮긴 70인역, 초기 기독교 신학자들인 교부부터 이후 신학사상 및 교회 관련 주요 문헌은 코이네 그리스어로 기록했고, 고대 기독교의 중요 언어로 사용했었다. 서로마제국 붕괴 이후 로마교회를 중심으로 하는 서방 기독교 신학계에서도 주요 사상은 코이네 그리스어를 번역한 라틴어 용어나 음차한 용어를 사용하였다. 이 때문에 코이네 그리스어는 성서 그리스어, 신약 그리스어, 또는 교부 그리스어로 불리며, 한국 신학계에서는 흔히 '헬라어'라고 칭하기도 한다.

## 어원
코이네 그리스어의 '코이네'(그리스어: Κοινὴ)는 "공통의", "보편의", 또는 "일반적인"이라는 의미를 갖는 낱말이다.

## 기원 및 역사
- 파란색: 그리스어 화자가 다수인 지역
- 하늘색: 헬레니즘 문명권

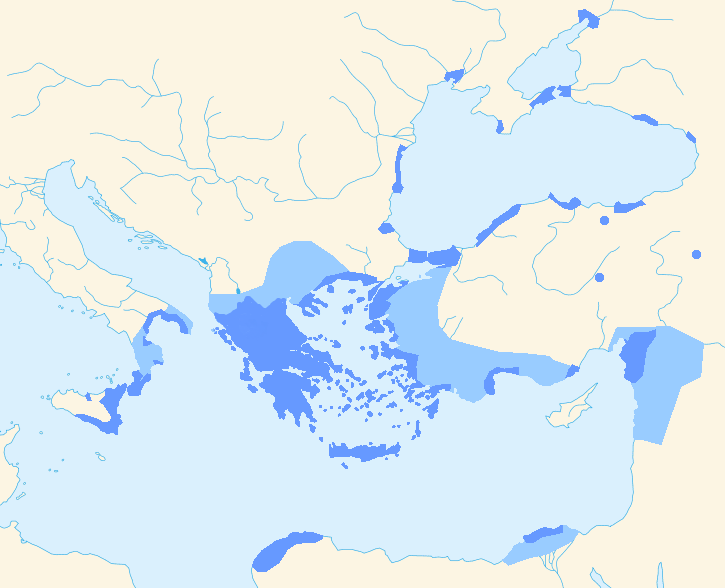
헬레니즘 시대(기원전 323년~기원전 31년) 그리스어권의 영역
- 파란색: 그리스어 화자가 다수인 지역
- 하늘색: 헬레니즘 문명권

원래는 각지에서 모인 알렉산드로스의 군대에서 사용되는 공용어였다. 알렉산드로스 사후에 그의 후계자를 자처한 각지의 군주들이 사용하면서 고대 이집트의 프톨레마이오스 왕조에서부터 셀레우코스 제국의 메소포타미아 지역에 이르기까지 널리 사용하는 언어가 되었다. 이후 지중해 연안에서 공용어로 사용되었고, 로마제국의 점령 이후에도 라틴어보다 더 넓은 지역인 북아프리카, 중동지역, 소아시아, 그리스 지역에서 공용어로서 사용되었다.
다음 시기의 그리스어인 중세 그리스어는 기원후 330년 콘스탄티노폴리스의 설립과 함께 시작한 것으로 본다.

## 성서 그리스어

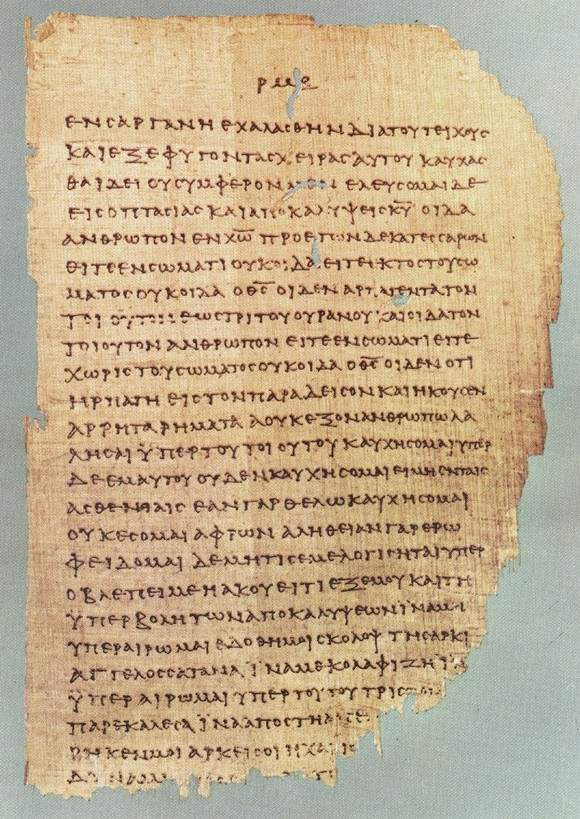
가장 오래된 신약성경 사본 중 하나인 파피루스 46. 서기 175년~225년 경에 작성된 것으로 추정된다.

성경 역시 코이네 그리스어로 작성하였다. 기독교에서 기본으로 삼았던 성경은 모두 코이네 그리스어이다. 신약성경은 코이네 그리스어로 작성하였고, 구약성경은 히브리어 본문보다 코이네 그리스어 번역본을 기본으로 삼았다. 기독교계에서 '헬라어'라고 하면 일반적으로 코이네 그리스어를 가리킨다. 대표적으로 다음의 두 가지 문헌을 코이네 그리스어로 작성하였다.
- 70인역 성경은 기원전 3세기경 히브리어와 아림어로 작성하였던 구약성경을 코이네 그리스어로 번역하였다.
- 신약성경은 본래 코이네 그리스어로 작성되었다.

### 70인역
당대 셈어파 기저를 갖고 있던 작성자들이 70인역 성경을 작성할 때 당대 코이네 그리스어를 얼마나 정확하게 반영하였는지에 대한 논의는 지금까지 계속되고 있다. 관사 μέν와 δέ가 사용되지 않은 점, ἐγένετο가 사용된 점이 셈어계 기저가 반영된 것으로 보이는 대표적인 부분이다.
S. J. 새커리가 1909년에 주창한 이론에 따르면 모세오경, 여호수아기 일부, 이사야서만이 좋은 수준의 코이네 그리스어로 쓰여졌다. 모세오경의 번역이 나머지 성경의 번역에 얼마만큼의 영향을 주었는지 또한 연구 대상이다.

### 신약성경
신약성경은 코이네 그리스어로 쓰여졌다는 것이 중론인데, 특히 구약의 구절을 인용할 때에는 70인역 성경의 번역을 인용하였다.
신약성경에는 과거에 일어난 일을 전할 때 현재시제 동사를 사용하는 역사적 현재시제가 다양하게 사용되었다. 이는 루가의 복음서보다 마르코의 복음서, 요한의 복음서에서 더욱 극명하게 드러난다. 마르코의 복음서에서는 총 151회 사용되었다. 역사적 현재시제를 설명하기 위한 다양한 가설이 제시되었는데, W. F. 하워드는 1929년에 헤로도토스와 투키디데스가 폴리비오스와 크세노폰보다 역사적 현재시제를 더 많이 사용한 것을 두고 이것이 방언의 특성이라고 보았으나 다른 학자들은 아람어의 영향을 그 원인으로 보았다. 하지만 이 견해는 1960년대에 비주류 이론으로 밀려난다. 다른 학설로는 이야기의 극적 효과를 높이기 위해 사용되었다는 견해가 있으며, 새 미국 성경은 이 가설을 채택하였다.

### 교부
초대교회의 신학자들인 교부들의 문헌이 작성된 언어를 두고 교부 그리스어라 한다. 이들은 좀 더 구어체에 가까운 간결한 언어로 문헌을 기록했는데, 성경의 문체를 답습한 것으로 본다. 기독교를 로마의 국교로 지정한 테살로니카 칙령이 발표된 4세기 이후에는 좀 더 문어체에 가까운 코이네 그리스어가 주로 사용되었다.